# غار داملاتاش
غار داملاتاش (به ترکی استانبولی: Damlataş Cave) در شهر آلانیا ترکیه قرار دارد. این غار در قسمت غربی شبه جزیره واقع شده‌است.

## کشف غار

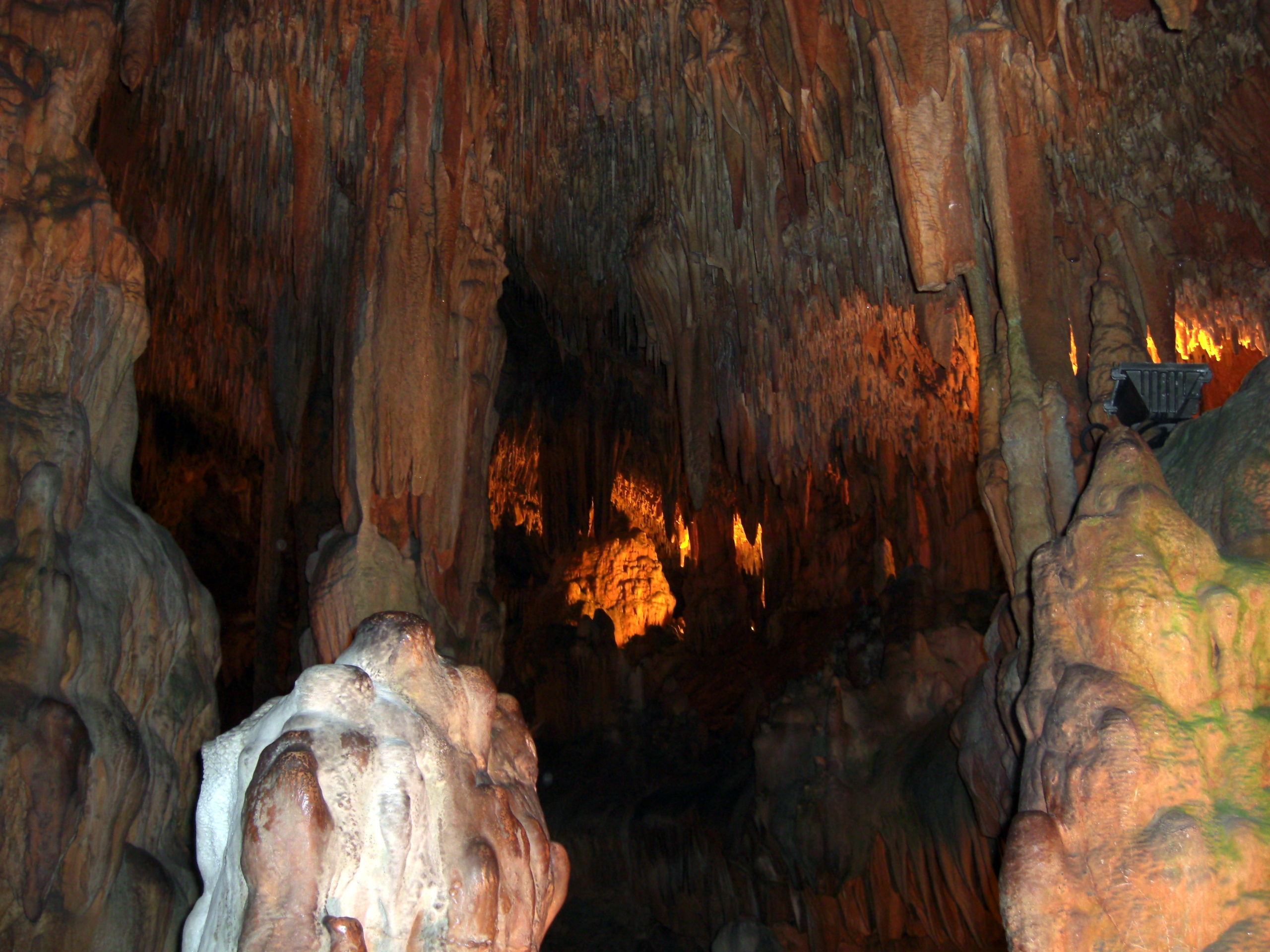

غار داملاتاش در سال ۱۹۴۸ این غار به صورت اتفاقی توسط یک انفجار دینامیت کشف شد که به منظور بازنمودن تودهٔ سنگ در زمان ساخت بندر آلانیا بود. مردم از طریق دهانه ایجاد شده وارد شدند و با آنچه که مشاهده کردند شگفت‌زده شدند. آن‌ها فوراً دهانه را بستند و به مکان دیگری برای انفجار رفتند. درحالی که این اتفاق‌ها افتاد Galip Dere که یک آلانیایی بود به کارگران گفت که به کارشان ادامه دهند.
یک روز او یک خبر جالب در روزنامه خواند:"یکی از روزهای وحشتناک جنگ جهانی دوم سربازان آلمانی برای محافظت خود در برابر بمب‌ها در یک غار پنهان شدند. در میان این سربازان یکی از آن‌ها که بیماری آسم داشت داخل غار درمان شد. هنگامی که او این خبر را خواند به یاد غاری افتاد که کشف شد. او روزنامه را پیش Ahmet Tokus معاون شهر آلانیا برد و بعد از نشان دادن روزنامه گفت که اگر این اتفاق در آلمان افتاده می‌تواند در آلانیا نیز پیش آمده باشد. بعد از آمدن کارشناسان و مقامات به آلانیا اولین تحقیق توسط زمین‌شناس دکتر Timuçin Aygen و دکتر Süleyman Turkunal انجام شد.
گروه دوم که شامل شیمیدان‌ها بود نیز به غار آمدند و بعد از بررسی‌ها به این نتیجه رسیدند که این غار مانند نمونهٔ آن در آلمان است.
Galip Dere به شهردار آلانیا پیشنهاد دا که تا مدتی غار و منطقهٔ آن با دروازه‌های آهنی بسته شود تا مانع
ورود مردم به غار باشد. سپس با گرفتن فرتور (عکس)هایی از غار و فرستادن آن به روزنامه‌ها این خبر در روزنامه‌ها منتشر شد با این عنوان که "غار کشف شده در آلانیا مردم مبتلا به آسم را درمان می‌کند." بعد از این خبر سیلی از جهانگردان به آلانیا آمدند به صورتی که هتل‌ها قادر به سکنی دادن به آن‌ها نبودند بنابراین مردم آلانیا شروع به میزبانی از گردشگران در خانه‌هایشان کردند. برخی از شهروندان از این موقعیت سود بسیاری بدست آوردند.
برخی که خانه‌هایی با دو طبقه داشتند یکی از طبقه‌ها را به یک هتل کوچک تبدیل کردند و کسانی که دو خانه داشتند یکی را به هتل تبدیل کردند؛ بنابراین آن‌ها اساس گردشگری در آلانیا را پایه نهادند.
"

## ویژگی‌های غار
این غار توسط لایه‌هایی ایجاد شده که در ششمین و آخرین بخش اولین دوران زمین‌شناسی بوجود آمدند. بعد از تحقیقات مشخص شد که این غار در مدت زمان ۱۰ یا ۱۵ هزار سال شکل گرفته‌است. بارش بسیار زیاد باران در آلانیا نقش بزرگی در شکل‌گیری این غار داشت. به دلیل اینکه باران شامل مقداری گاز و اسید کربنیک است که سنگ آهک و دیگر سنگ‌های مشابه را در خود حل می‌کند.
این مسئله باعث ایجاد حفره‌هایی در لایه‌های شامل سنگ آهک می‌شود و در ادامهٔ انحلال حفره‌های بزرگی پدید می‌آید. قطره‌های کوچک باران درون حفره‌ها می‌رود و برخی از این قطره‌ها یخ می‌زنند و استالاکتیت هاو استالاگمیت‌ها را شکل می‌دهند و هنگامی که استالاکتیت هاو استالاگمیت‌ها بلندتر می‌شوند آن‌ها به یکدیگر متصل شده و ستون‌های غار را شکل می‌دهند. به علت ویژگی چکه کردن این قطره‌ها غار را به نام غار Damlataş می‌نامند که در زبان ترکی به معنای سنگ قطره‌ای (چکه ای)است.
بعد از ورود به غار از مسیری ۲۰-۳۰ متری یک حفرهٔ استوانه‌ای با ۱۳-۱۴ متر قطر و ۱۵ متر ارتفاع با استالاکتیت‌ها و استالاگمیت‌ها و ستون‌های رنگی وجود دارد که در مدت زمان ۱۵۰۰۰ سال بوجود آمدند.
فضای داخل غار ۲۵۰۰ متر مکعب است و دمای آن در هم تابستان و هم زمستان ۲۲٫۳ درجه سانتیگراد است. رطوبت مطلق آن ۱۹٫۶ و رطوبت نسبی آن %۹۸ است.
این غار از دسترس تأثیرهای خارجی به دور است. در هوای آن مقدار زیادی اسید کربنیک وجود دارد. اگرچه این غار کمی پایین از سطح دریا قرار دارد فشار هوای آن 760mm است. کل حفره ۲۰۰-۱۸۰ متر مربع است. افتادن قطره‌ها در غار ۶ یا ۶ ماه در سال اتفاق می‌افتد."
احتمال فروریختن غار وجود ندارد زیرا ضخامت تمام دیوارهای غار ۱۰ متر است. بهترین اثبات این مسئله در سال ۱۹۴۸ (سال کشف غار بود). علی‌رغم انفجارهای زیاد دینامیت هیچ خسارتی به غار وارد نشد.

## عملکرد پزشکی غار
در نتیجهٔ تحقیق‌هایی کشف شده‌است که چهار تابع برای درمان بیماری آسم وجود دارد. آرامش و حالت رادیو اکتیویته تابع‌هایی است که به فرایند درمان کمک می‌کند. مقدار دی اکسیدکربن و رطوبت در غار Damlataş بیشتر از غار مشابه در آلمان است و این مسئله باعث می‌شود که مردم احساس سرما در غار نکنند. بر طبق تجزیه و تحلیل کارشناسان هوای داخل غار شامل %۲۵ دی اکسید کربن و %۷۱ نیتروژن و %۲۰٫۵ اکسیژن و برخی یون‌ها و گازهای رادیواکتیو است.
بیمارانی که برای درمان به این مکان می‌آیند در ابتدا زمان خود را در طبقهٔ بالا صرف می‌کنند و خودشان را با اتمسفر غار تطبیق می‌دهند. سپس به طبقهٔ پایین می‌روند و روی نیمکت‌هایی که برای آن‌ها تهیه شده‌است می‌نشینند. بیمارانی که بیش از ۱۰ سال آسم دارند به‌طور موقت احساس راحتی می‌کنند. مخصوصاً بیمارانی که سن آن‌ها بین ۴۰ و ۶۰ سال است و کمتر از ۱۰ سال آسم دارند می‌توانند کامل درمان شوند.
بیمارانی که آسم مزمن دارند بعد از ۲۱ روز درمان احساس راحتی می‌کنند."